# Elektrische geleiding
Elektrische geleiding is het transport van elektrische lading door geladen deeltjes. Deze deeltjes zijn in metalen de elektronen, in waterige oplossingen met zouten zorgen elektrolyten voor de elektrische stroom. Elektrolyten zijn ionen, die door dissociatie van chemische verbindingen in een oplossing zijn ontstaan. Bij metalen is elektrische geleiding mogelijk dankzij de metaalbinding van de elektronen in de buitenste elektronenschil, waardoor de metaalatomen ingebed zijn in een gemeenschappelijke elektronenwolk. Het enige verschil tussen elektrische geleiding en elektrische stroom is dat elektrische stroom kan ontstaan door een  verandering van de elektrische flux. Dat is dus alleen een verschil in de definitie.
De mate van elektrische geleiding van een deel van een stroomkring of een schakeling wordt de elektrische geleidbaarheid daarvan genoemd. Het is bij installatie- of stroomdraad praktischer om over de soortelijke weerstand van het metaal dat in de draad is gebruikt te spreken dan over de soortelijke geleidbaarheid. Geleidbaarheid en weerstand zijn elkaars omgekeerde. Metalen als aluminium, koper, zilver en goud geleiden elektrische stroom erg goed. Koper wordt daarom op grote schaal als geleider, bijvoorbeeld in stroomdraad, toegepast.